# Nicola Griffith
Nicola Griffith (Yorkshire, 30 de setembre de 1960) és escriptora, editora i assagista de ciència-ficció. Ha rebut reconeixements, com ara el Premi Nébula del 1996, el James Tiptree, Jr. Award del 1993, el Premi Mundial de Fantasia del 1998 i l'Alice B. Award del 2009.
Publicà la primera novel·la, Ammonite, el 1993, amb què va guanyar el Triptee Award i el Lambda Award. La seua segona novel·la, Slow River (1994), guanyà el Premi Nébula a la millor novel·la del 1996.
Juntament amb Stephen Pagel, Griffith edità tres antologies: Bending the Landscape: Fantasy (1997), Bending the Landscape: Science Fiction (1998) i Bending the Landscape: Horror (2001), en què abordaven temes relacionats amb el món homosexual. La seua novel·la més recent Stay (2002) entrà en el gènere de la novel·la negra.

## Obra
Novel·les
- Ammonite (1993)
- Slow River (1994)
- The Blue Place (1998)
- Stay (2002)

Antologies
- Bending the Landscape: Fantasy (1997 - amb Stephen Pagel)
- Bending the Landscape: Science Fiction (1998 - amb Stephen Pagel)
- Bending the Landscape: Horror (2001 - amb Stephen Pagel)

Ficció curta
- Mirrors and Burnstone (1988)
- The Other (1989)
- We Have Met the Alien (1990)
- The Voyage South (1990)
- Down the Path of the Sun (1990)
- Song of Bullfrogs, Cry of Geese (1991)
- Wearing My Skin (1991)
- Touching Fire (1993)
- Yaguara (1994)
- A Troll Story (2000)
- With Her Body (2004, a collection containing Touching Fire, Songs of Bullfrogs, Cry of Geese, Yaguara)
- It Takes Two (2009)
- Cold Wind (2014)[4]